# Casa Josep Parellada
La casa Josep Parellada és un edifici de Puigdàlber (Alt Penedès) inclòs a l'Inventari del Patrimoni Arquitectònic de Catalunya.

## Descripció
L'edifici està situat dintre del nucli urbà de Puigdàlber, al carrer principal. Es tracta d'una casa entre mitgeres que fa cantonada, i consta de planta única amb coberta a dues vessants i coronament ondulat interessant. Com a elements decoratius són també remarcables els frisos de ceràmica vidriada i palets de riera, i les motllures d'obra.